# Gonzalo Molina
Gonzalo Nahuel Molina (* 5. Mai 1995 in San Juan) ist ein argentinischer Radrennfahrer, der im BMX-Rennsport aktiv ist.

## Sportlicher Werdegang
Molina stammt aus einer radsportbegeisterten Familie und nahm den Sport bereits in früher Kindheit auf. Als Junior wurde er 2013 argentinischer Meister und gewann Medaillen bei Welt- und Panamerika-Meisterschaften.
In der Elite musste er bis zu seinem ersten nationalen Meistertitel nur zwei Jahre warten. Bereits zuvor hatte er 2014 die Bronzemedaille bei den Südamerikaspielen geholt. 2016 war er Panamerika-Meister und nahm am olympischen BMX-Rennen teil. Dort schied er im Halbfinale aus und belegte den 12. Platz. Im Oktober des Jahres stand er erstmals auf dem Podium bei einem BMX-Weltcup-Rennen. Nach weiteren Podiumsplatzierungen kam er 2019 im argentinischen Santiago del Estero zu seinem bislang einzigen Weltcup-Sieg.
Molina gehörte weiterhin zu den besten Fahrern Südamerikas und erzielte regelmäßig gute Resultate bei regionalen Wettkämpfen, außer bei Panamerika-Meisterschaften auch bei Südamerika-Meisterschaften, den Südamerikaspielen 2018 und den Panamerikaspielen, wo er 2019 und 2023 jeweils im Finale stand. 2022 erzielte er mit dem vierten Platz seine beste Platzierung bei BMX-Rennsport-Weltmeisterschaften. Bei seinen zweiten Olympischen Spielen schied er 2024 im Hoffnungslauf aus, womit er den 18. Rang belegte.

## Erfolge
2013
 Argentinischer Meister (Junioren)
 Weltmeisterschaften (Junioren)
 Panamerika-Meisterschaften (Junioren)
2014
 Südamerikaspiele
2015
 Argentinischer Meister
2016
 Panamerika-Meister
2017
 Panamerika-Meisterschaften
2018
 Südamerikaspiele
2019
ein Weltcup-Sieg
2021
 Panamerika-Meisterschaften